# 人との距離のはかりかた/最近どうなの?/人間そっくり
「人との距離のはかりかた/最近どうなの?/人間そっくり」（ひととのきょりのはかりかた/さいきんどうなの/にんげんそっくり）は、日本のバンドplentyの1枚目のシングルである。2011年1月12日発売。発売元はheadphone music label。

## 概要
- 初となるシングル。
- オリコン初登場16位。シングル・アルバムを通して初の30位内にチャートインした。
- PV監督は谷篤。

## 収録曲
（全作詞・作曲：江沼郁弥、編曲:plenty）
1. 人との距離のはかりかた [4:49]
2. 最近どうなの? [3:38]
3. 人間そっくり [3:39]

## タイアップ
- 『スペースシャワーTV』2011年1月度「POWER PUSH」（#1）